# Arsen Norairowitsch Sacharjan
Arsen Norairowitsch Sacharjan (armenisch Արսեն Նորայրի Զախարյան; russisch Арсен Норайрович Захарян; * 26. Mai 2003 in Samara) ist ein russischer Fußballspieler armenischer Abstammung, der aktuell bei Real Sociedad spielt.

## Karriere

### Verein
Im Januar 2017 wechselte Sacharjan vom Krylja Sowetow Samara zum FK Dynamo Moskau.
Im Oktober 2020 wurde er von The Guardian als einer der besten Talente aus dem Jahrgang 2003 ausgezeichnet.
Knapp einen Monat später gab er in der russischen Premjer-Liga beim 1:2-Auwärtssieg gegen FK Tambow sein Debüt für die erste Mannschaft, als er in der 78. Spielminute für Dmitri Wladimirowitsch Skopinzew eingewechselt wurde. Im Sommer 2023 wechselte er nach Spanien zu Real Sociedad.

### Nationalmannschaft
Sacharjan ist für die Nationalmannschaft von Russland und Armenien spielberechtigt, lief jedoch bisher nur für die Juniorenmannschaften von Russland auf. Im September 2021 debütierte er im A-Nationalteam der Russen.

## Persönliches
Arsen ist der Bruder von Dawid Sacharjan (* 1997), der zuletzt in Armenien spielte, aber aktuell vereinslos ist.